# Байтогас
Байтогас (каз. Байтоғас) — село в Тарбагатайском районе Восточно-Казахстанской области Казахстана. Входит в состав Тугыльского сельского округа. Код КАТО — 635863200.

## Население
В 1999 году население села составляло 484 человека (240 мужчин и 244 женщины). По данным переписи 2009 года, в селе проживали 562 человека (292 мужчины и 270 женщин).